# Municipio de Williams (Arkansas)
El municipio de Williams (en inglés: Williams Township) es un municipio ubicado en el condado de Lonoke en el estado estadounidense de Arkansas. En el año 2010 tenía una población de 498 habitantes y una densidad poblacional de 10,88 personas por km².

## Geografía
El municipio de Williams se encuentra ubicado en las coordenadas 34°39′13″N 92°3′59″O / 34.65361, -92.06639. Según la Oficina del Censo de los Estados Unidos, el municipio tiene una superficie total de 45.78 km², de la cual 44,94 km² corresponden a tierra firme y (1,82 %) 0,83 km² es agua.

## Demografía
Según el censo de 2010, había 498 personas residiendo en el municipio de Williams. La densidad de población era de 10,88 hab./km². De los 498 habitantes, el municipio de Williams estaba compuesto por el 89,16 % blancos, el 8,43 % eran afroamericanos, el 0,2 % eran amerindios y el 2,21 % eran de una mezcla de razas. Del total de la población el 2,61 % eran hispanos o latinos de cualquier raza.